# 安特克拉 (巴拉圭)

安特克拉（西班牙語：Antequera），是巴拉圭的城鎮，位於該國中部，由聖佩德羅省負責管轄，距離亞松森343公里，始建於1892年，面積1,492平方公里，海拔高度64米，2002年人口3,784，人口密度每平方公里2人。